# Vicente Jarque
Vicente Jarque Soriano (Valencia, 1 de diciembre de 1956) es un filósofo español, profesor catedrático de Estética y Teoría de las Artes en la Universidad de Castilla-La Mancha. 
Licenciado y doctor en Filosofía por la Universitat de València con una tesis sobre Walter Benjamin titulada "La Estética como teología: los orígenes del pensamiento de Walter Benjamin" (1988), comienza su carrera como crítico de arte y comisario de exposiciones en la década de los ochenta.  
Colabora con instituciones como el Instituto Valenciano de Arte Moderno, el Consorcio de Museos de la Comunidad Valenciana el Centro Cultural Conde Duque/Ayuntamiento de Madrid o la Fundación Antonio Pérez de Cuenca. En ellas comisaría exposiciones de artistas como, entre otros, Sigfrido Martín, Andrés Castillo, José Morea, Andreu Alfaro o Laura Lío.  
Regularmente ha publicado numerosas reseñas y artículos de arte contemporáneo en publicaciones periódicas como Papers de Cultura, Kalías, Diario 16 (Suplemento cultural), Babelia (El País), Descubrir el arte o Arte y Parte desde finales de los años ochenta a la actualidad. También encontramos artículos en revistas académicas indexadas como Daimon. Revista Internacional de Filosofía o Artnodes, así como diversos capítulos de libro. De entre estos destacamos su colaboración en los volúmenes Museos, del templo al laboratorio: la investigación teórica, editado por Juan Carlos Rico (2011) e Historia de las ideas estéticas y de las teorías artísticas contemporáneas, editado por Valeriano Bozal (1996).
En cuanto a monografías, algunos de sus libros más relevantes se centran principalmente en la figura de Walter Benjamin, como Imagen y metáfora: la estética de Walter Benjamin (1992), "en donde por vez primera en España se tomaba nota del conjunto de la obra del filósofo, desde sus años de juventud hasta el final". También destaca el recientemente publicado Una vez es ninguna vez: mímesis, relato y cine en Walter Benjamin (2022). Así mismo, otras de sus monografías más conocidas son su compilación de textos Experiencia histórica y arte contemporáneo: ensayos de estética y modelos de crítica (2002), e Historia, progreso y arte contemporáneo (2010).
Ha traducido del alemán, el italiano el francés o el inglés a autores como Johann Joachim Winckelmann, Armando Plebe, Gershom Scholem, Richard Wollheim, Sigfried Kracauer, Johann Gottfried Herder, Arnold Gehlen, entre otros.
Como docente, se ha encargado durante más de treinta años de las asignaturas del Departamento de Estética y Teoría de las Artes de la Facultad de Bellas Artes de la Universidad de Castilla-La Mancha, donde trabaja con profesores como la también catedrática Ana Martínez-Collado y José Luis Panea. Estas asignaturas son Teoría y crítica del arte contemporáneo y Filosofía del Arte, materias pioneras en el estudio del "dominio disciplinar" de la Estética en nuestro país, como filósofos como Román de la Calle destacan.